# Emilie Kurz
Emilie Maria Kurz (fälschlicherweise manchmal Emilie Kurtz geschrieben; * 24. November 1863 als Emilie Maria Menzinger in Troppau, Österreich-Ungarn; † nach September 1943) war eine österreichische Schauspielerin an deutschen Bühnen und im deutschen Film.

## Leben und Wirken
Die geborene Emilie Menzinger war eine uneheliche Tochter des Fotografen und Schauspielers Johann Kurz und dessen späterer Gattin Maria, geb. Menzinger. Seit der Heirat ihrer Eltern im bayerischen Peiting 1870 trug sie den Familiennamen ihres Vaters. Ihre schulische Ausbildung erhielt sie im Damenstift Osterhofen. Bereits als Jugendliche trat sie gemeinsam mit ihrem Vater am Stadttheater Landshut auf. 1887 heiratete sie August Kurz (1828–1903), den langjährigen Oberregisseur am Wallner-Theater unter Theodor Lebrun.
Zu Beginn des 20. Jahrhunderts gehörte Emilie Kurz elf Jahre lang dem Ensemble des Deutschen Theaters Max Reinhardts an. Nach dem Ersten Weltkrieg spielte sie auch an anderen Berliner Bühnen wie dem Central-Theater, dem Thalia-Theater und der Sozialhygienischen Bühne Berlin. In dieser Zeit lernte sie bedeutende Zeitgenossen wie Emil Jannings, Ludwig Berger und Ernst Lubitsch kennen.
Inmitten des Ersten Weltkriegs holte sie ihr Kollege vom Deutschen Theater, Paul Wegener, vor die Kamera und gab ihr zwei Rollen in seinen Inszenierungen Rübezahls Hochzeit und Der Golem und die Tänzerin. Im Film der 20er Jahre wie auch auf der Bühne wurde Emilie Kurz nun mehr und mehr im Rollenfach der „komischen Alten“ eingesetzt. Immer wieder verkörperte sie Mütter aller Arten sowie Tanten und Gouvernanten. Mehrfach verpflichtete F. W. Murnau sie für seine Kinoinszenierungen, wo Emilie Kurz in Nebenrollen prägnante Charakterdarstellungen ablieferte.
Nach ihrer letzten (kleinen) Rolle in Fritz Wendhausens Peer Gynt-Filmversion zog sich Emilie Kurz ins Privatleben zurück und übersiedelte in das Altersheim der Georg-Kriedte-Stiftung in Berlin-Lichtenrade. Ihr letztes derzeit bekanntes Lebenszeichen stammt vom Oktober 1943.

## Filmografie
- 1916: Rübezahls Hochzeit
- 1917: Der Golem und die Tänzerin
- 1917: Ossi’s Tagebuch
- 1919: Das Millionenmädel
- 1919: Die Tochter des Mehemed
- 1919: Tötet nicht mehr!
- 1920: Der Staatsanwalt
- 1922: Der brennende Acker
- 1923: Der verlorene Schuh
- 1923: Ein Glas Wasser
- 1923: Die Austreibung
- 1924: Der letzte Mann
- 1925: Die gefundene Braut
- 1926: Manon Lescaut
- 1926: Schwester Veronica
- 1927: Ramper, der Tiermensch
- 1927: Der Kampf des Donald Westhof
- 1932: Strich durch die Rechnung
- 1933: Sag’ mir, wer Du bist
- 1934: Peer Gynt